# Kanzel (Ergertshausen)

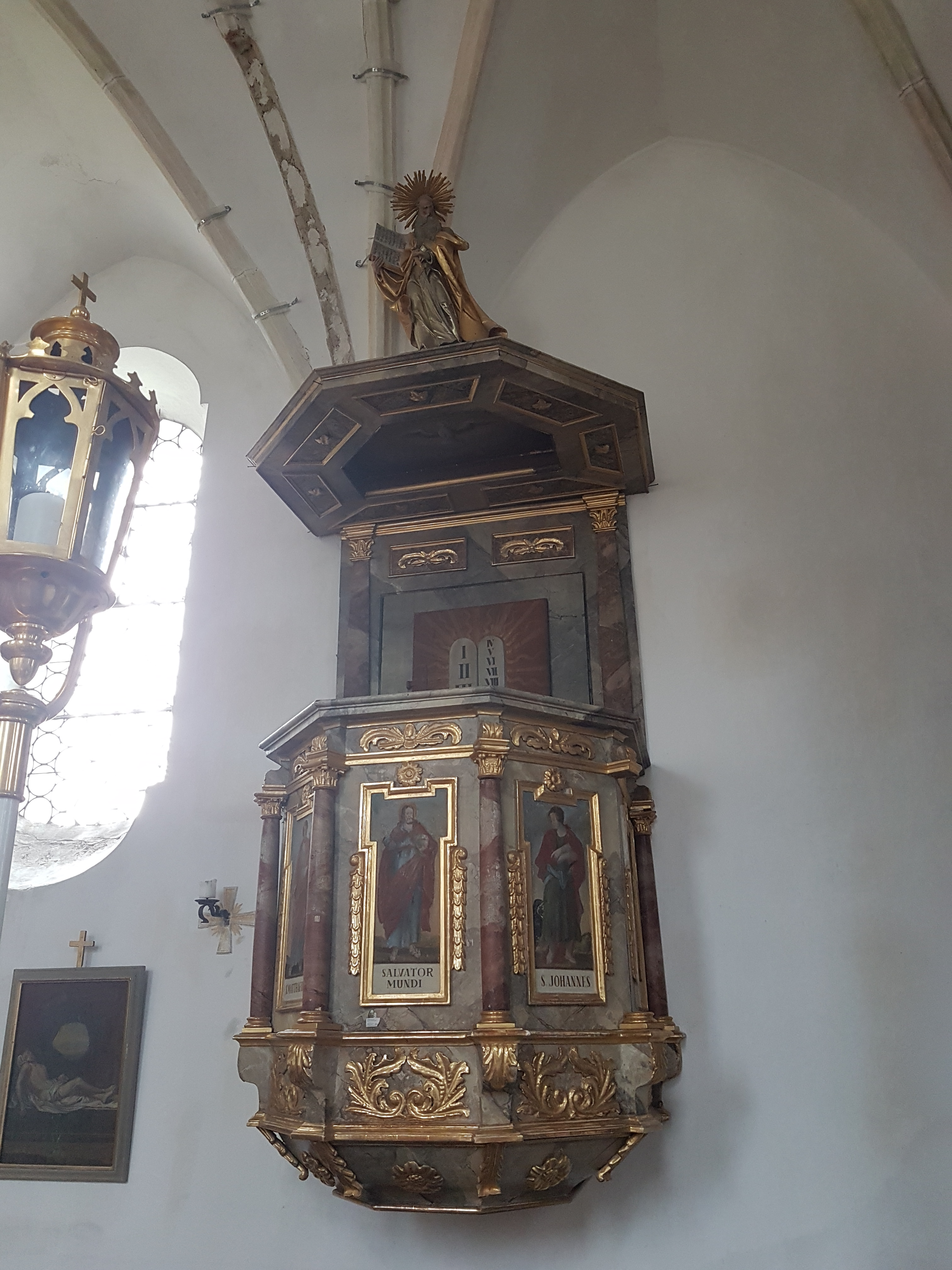
Kanzel in Ergertshausen

Die Kanzel in der katholischen Filial- und Kuratiekirche Mariä Himmelfahrt in Ergertshausen, einem Gemeindeteil von Egling im oberbayerischen Landkreis Bad Tölz-Wolfratshausen, wurde um 1700 geschaffen. Die Kanzel ist ein Teil der als Baudenkmal geschützten Kirchenausstattung.
Die hölzerne Kanzel im Stil des Barocks besitzt am Kanzelkorb Gemälde des Salvator mundi und der vier Evangelisten.
Auf dem sechseckigen Schalldeckel thront die Figur des Apostels Paulus, die um 1780 von Philipp Jakob Rämpl geschaffen wurde. An der Unterseite ist die Heiliggeisttaube zu sehen.
Die Kanzelrückwand ist mit den Gesetzestafeln geschmückt.